# 迪索托 (愛荷華州)
迪索托（英語：De Soto）是一個位於美國愛荷華州達拉斯縣的城市。

## 地理
迪索托的座標為41°31′52″N 94°00′30″W / 41.53111°N 94.00833°W，而該地的平均海拔高度為287米（即942英尺）。

## 人口
根據2010年美國人口普查的數據，迪索托的面積為3.94平方千米，當中陸地面積為3.94平方千米，而水域面積為0.00平方千米。當地共有人口1050人，而人口密度為每平方千米266人。